# Rhaphidorrhynchium trichostegum
Rhaphidorrhynchium trichostegum är en bladmossart som beskrevs av Brotherus 1925. Rhaphidorrhynchium trichostegum ingår i släktet Rhaphidorrhynchium och familjen Sematophyllaceae. Inga underarter finns listade i Catalogue of Life.